# Нотум
Нотум (лат. notum) — спинной склерит сегментов груди насекомых. В простом варианте нотум полностью соответствует тергиту — спинной стенке сегмента, однако у ряда насекомых тергит подразделяется на два вторичных склерита: нотум (передний) и постнотум (задний). Нотум первого сегмента груди — переднеспинка, или пронотум, второго — среднеспинка, или мезонотум, третьего — заднеспинка, или метанотум.